# Mammifrontia
Mammifrontia is een geslacht van vlinders van de familie uilen (Noctuidae), uit de onderfamilie Hadeninae.

## Soorten
- M. leucania Barnes & Lindsey, 1922
- M. rileyi Benjamin, 1936